# Shefqet Bruka
Shefqet Bruka (ur. 1 stycznia 1963 w Kukësie) – albański stomatolog, przewodniczący Rady Okręgu Kukës w latach 1996-2000, następnie przewodniczący Rady Obwodu Kukës w latach 2007-2011.

## Życiorys
W 1999 roku koordynował współpracę Organizacji Narodów Zjednoczonych z albańskim rządem, polegającą na udzielaniu pomocy albańskim uchodźcom z ogarniętego wojną Kosowa; udzielono w regionie Kukësu schronienia dla ponad 450 tysięcy kosowskich Albańczyków.
Podczas pełnienia funkcji przewodniczącego Rady obwodu Kukës przyczynił się do rozwoju miasta i jego obszaru, uważanego wcześniej za jeden z najbiedniejszych obszarów w Albanii; Bruka zachęcał do realizacji projektów, jak współpraca transgraniczna z Kosowem (nawiązano również współpracę z samorządami miast Peć i Dečani), promowanie turystyki górskiej oraz finansowanie rolnictwa. W czerwcu 2010 roku poinformował o wprowadzeniu systemu informacji geograficznej w okręgu Kukës.